# Saúl Ais Reig
Saúl Ais Reig (Alcoy, Comunidad Valenciana, 12 de septiembre de 1985) es un árbitro de fútbol español adscrito al Comité Técnico de Árbitros de la Comunidad Valenciana. Desde la temporada 2015-16 dirige de forma continuada en la Segunda División (LALIGA Hypermotion), donde en 2024-25 cumplió su décima temporada en la categoría profesional.
En el ámbito internacional, Ais Reig fue designado árbitro de la final del COTIF 2019 disputada entre España y Rusia en L’Alcúdia (4–0), y ese mismo año recibió el galardón al mejor árbitro del torneo.

## Trayectoria
Formado en el Comité Valenciano, ascendió a Segunda División B en 2013 y, tras dos campañas, fue promovido al fútbol profesional en 2015. En 2018 participó en la implantación del VAR en Segunda División dentro del plan de formación del CTA en la Ciudad del Fútbol de Las Rozas.
En mayo de 2025, con diez temporadas a sus espaldas y más de doscientos encuentros dirigidos en LALIGA Hypermotion y Copa del Rey, fue designado para las eliminatorias de ascenso a Primera División como cuarto árbitro en el UD Almería–Real Oviedo del 7 de junio de 2025.

## Cobertura y repercusión mediática
La labor de Ais Reig ha recibido cobertura periódica en la prensa deportiva nacional y regional, tanto en reportajes de perfil como en análisis de decisiones arbitrales relevantes:
- En 2016, Heraldo de Aragón publicó un perfil crítico repasando sus actuaciones previas con el Real Zaragoza.[7]
- Ese mismo año, Diario de Cádiz dedicó una crónica de alcance tras la anulación de una expulsión señalada por Ais Reig en un Cádiz–Mirandés, destacando la resolución del Comité de Competición.[8]
- En 2020, diversos medios de ámbito estatal señalaron su intervención final revisada por VAR en un Sporting–Rayo que evitó la alineación indebida del equipo gijonés.[9][10]
- En 2023, la Cadena SER recogió una acción inusual en el Mirandés–Cartagena, cuando el colegiado empleó el espray para trazar una línea y mantener la distancia con los jugadores durante una revisión VAR, generando debate público sobre el uso de esa herramienta.[11]
- Clubes y medios regionales han publicado previas y perfiles con datos agregados sobre su carrera y volumen de partidos (más de 200 oficiales a mayo de 2025).[12][1]

## Palmarés y designaciones destacadas
- Mejor árbitro del COTIF 2019.[3]
- Árbitro de la final del COTIF 2019 (España–Rusia, 4–0).[2]
- Designado para los play-offs de ascenso a Primera División 2025 (cuarto árbitro, UD Almería–Real Oviedo).[6]

## Vida profesional
Compagina el arbitraje con su labor como profesor de Educación Física y reside en Muro de Alcoy, en la provincia de Alicante.